# Saison 1934-1935 des Sports olympiques montpelliérains
Chronologie
Saison précédente Saison suivante
La saison 1934-1935 des SO Montpelliérains voit le club évoluer en Division 1 pour la troisième saison consécutive.
Le club héraultais va connaître une saison catastrophique, ne décollant jamais des places de relégable et terminant à la 15e place du championnat synonyme de relégation en Division 2.
En Coupe de France, les somistes échouent en huitièmes de finale face au Red Star.

## Joueurs et staff

### Transferts
| Été 1934          |             |                           |                        |                   |
| Nom               | Nationalité | Transfert                 | Provenance/Destination | Division          |
| Arrivées          |             |                           |                        |                   |
| Georges Meuris    | France      | Transfert                 | Olympique lillois      | Division 1        |
| Branislav Sekulić | Serbie      | Transfert                 | NK Jedinstvo Bihać     | Division inconnue |
| Jozsef Ebner      | Hongrie     | Premier contrat pro       |                        |                   |
| Départs           |             |                           |                        |                   |
| André Dautheribes | France      | Transfert                 | Olympique d'Alès       | Division 1        |
| Manuel Anatol     | France      | Transfert                 | Racing Club de Paris   | Division 1        |
| René Dedieu       | France      | Fin de contrat (Retraite) |                        |                   |

| Hiver 1934-1935 |             |           |                        |            |
| Nom             | Nationalité | Transfert | Provenance/Destination | Division   |
| Arrivées        |             |           |                        |            |
| René Gérard     | France      | Transfert | FC Sète                | Division 1 |

## Rencontres de la saison

### Division 1
| Tour       | Adversaire             | Lieu | Résultat |
| Journée 1  | Racing Club de Paris   | Dom. | 3-3      |
| Journée 2  | SC Fives               | Dom. | 2-0      |
| Journée 3  | Olympique de Marseille | Ext. | 1-4      |
| Journée 4  | SC Nîmois              | Ext. | 5-4      |
| Journée 5  | AS Cannes              | Dom. | 2-3      |
| Journée 6  | Excelsior AC Roubaix   | Dom. | 0-2      |
| Journée 7  | FC Antibes             | Ext. | 0-4      |
| Journée 8  | FC Sochaux-Montbéliard | Dom. | 0-4      |
| Journée 9  | FC Sète                | Dom. | 0-2      |
| Journée 10 | FC Mulhouse            | Ext. | 1-4      |
| Journée 11 | Olympique lillois      | Dom. | 1-3      |
| Journée 12 | RC Strasbourg          | Ext. | 1-2      |
| Journée 13 | Red Star               | Dom. | 0-3      |
| Journée 14 | Olympique d'Alès       | Ext. | 1-1      |
| Journée 15 | Stade rennais UC       | Dom. | 4-1      |
| Journée 16 | Olympique de Marseille | Dom. | 3-2      |
| Journée 17 | Racing Club de Paris   | Ext. | 0-1      |
| Journée 18 | SC Fives               | Ext. | 0-1      |
| Journée 19 | SC Nîmois              | Dom. | 0-3      |
| Journée 20 | AS Cannes              | Ext. | 2-7      |
| Journée 21 | Excelsior AC Roubaix   | Ext. | 1-6      |
| Journée 22 | FC Antibes             | Dom. | 2-0      |
| Journée 23 | FC Sochaux-Montbéliard | Ext. | 0-9      |
| Journée 24 | FC Sète                | Ext. | 0-3      |
| Journée 25 | FC Mulhouse            | Dom. | 5-3      |
| Journée 26 | Olympique lillois      | Ext. | 1-4      |
| Journée 27 | RC Strasbourg          | Dom. | 0-0      |
| Journée 28 | Red Star               | Ext. | 1-0      |
| Journée 29 | Olympique d'Alès       | Dom. | 0-3      |
| Journée 30 | Stade rennais UC       | Ext. | 1-4      |

### Coupe de France
| Tour                         | Adversaire                     | Lieu                | Résultat |
| 1/32e de finale              | FC Annecy (Division inconnue)  | Ext.                | 7-0      |
| 1/16e de finale              | Olympique lillois (Division 1) | Strasbourg          | 3-3      |
| 1/16e de finale Match rejoué | Olympique lillois (Division 1) | Saint-Ouen          | 3-1      |
| 1/8e de finale               | Red Star (Division 1)          | Stade de l'Huveaune | 2-1      |

## Statistiques

### Statistiques collectives
| Compétition     | Débute au tour  | Place ou tour final | Matches joués | Gagnés | Nuls | Perdus | Buts pour | Buts contre | Différence |
| Division 1      | -               | 15e                 | 30            | 7      | 3    | 20     | 37        | 86          | -49        |
| Coupe de France | 1/32e de finale | 1/8e de finale      | 4             | 2      | 1    | 1      | 14        | 6           | +8         |
| Total           | -               | -                   | 34            | 9      | 4    | 21     | 51        | 92          | -41        |